# ماهيكاري (ديانة)
الماهيكاري هي ديانة يابانية جديدة وكلمة ماهيكاري مشكلة من قسمين هما: «ما» وتعني باليابانية «صحيح»، «هيكاري» وتعني «ضوء» فتصبح كلمة ماهيكاري معناها «الضوء الصحيح»؛ وتشير إلى مجموعة من الديانات اليابانية الجديدة شينشوكيو shinshūkyō التي أسسها يوشيكازو أوكادا (1901-1974) وقد قام في سنة 1959 بإنشاء مؤسسة دينية تدعى: لوكي هيثي يوكوشو طومي نو كاي (Lucky Heathy Company of Sun Light Children) وفي سنة 1963 أصبحت تسمى باسم آخر وهو سيكاي ماهيكاري بونمي كيودان  (Sekai Mahikari Bunmei Kyodan). 
لقد استمدت الماهيكاري كل من علم الكون والقيم والطقوس من ديانة يابانية جديدة أخرى وهي سيكاي كيوسيكيو (Sekai Kyuseikyo) والتي هي بدورها تتأثر كثيرا بالـ أوموتوكو وهي من أقدم الديانات اليابانية الجديدة التي تحتوي على عناصر من الشنتو (التركيز على النقاء، الإشارة إلى الآلهة والتبجيل للإمبراطور) والبوذية (الاعتقاد بالتناسخ) والديانة التقليدية اليابانية (تأليه الزعيم، معجزة الشفاء...)

## الماهيكاري والليفيت
حسب الوثائق الرسمية للماهيكاري التي تقول بأن أتباع هذه الديانة هم الليفيت (levites) الحقيقيين، وقد ذكر أوكادا بأن اليهود فقدو أفضليتهم عند الله عندما سمحو بتدمير هيكل سليمان ونتيجة لذلك تعرضو لمعاناة كبيرة عبر التاريخ. فبدلا من أن يدمرو نهائيا أبقى الله على مجموعة منهم تدعى الليفيت وادعى أوكادا أنهم كانو عبارة عن قبيلة يابانية وذكر أن الليفيت هم حماة المقدسات اليهودية والقبيلة الأكثر رعاية وتفضيلا من الله. فأتباع الماهيكاري حاليا هم الخلق الجديد لأرواح الليفيت لأنهم هم من يحمي المقدسات اليهودية وهم شعب الله المختار حسب قول أوكادا

## المنظمات التابعة للماهيكاري
المنظمات التالية هي منظمات تابعة لديانة الماهيكاري والتي يمكن تصنيفها على أنها شينشوكيو والتي تأثرت بأوكادا مؤسس هذه الديانة:
| سنة التأسيس | اسم المنظمة                       | مقر المنظمة         | عدد المنتسبين            | ملاحظات                                                             |
| 1959        | سيكاي ماهيكاري بونمي كيودان       | غير معروف           | 50 ألف - 100 ألف (2007)  | اتخذت المنظمة هذا الاسم في سنة 1963                                 |
| 1974        | شين يو جن كيو ساي ماهيكاري كيودان | غير معروف           | غير معروف                |                                                                     |
| 1978        | سوكيو ماهيكاري                    | اليابان             | 150 ألف (2007) - 1 مليون |                                                                     |
| 1978-1979   | مركز النور                        | بلجيكا              | غير معروف                |                                                                     |
| 1980        | سوبيكاري كوها سيكاي شيندان        | غير معروف           | 4500 (2007)              |                                                                     |
| 1984        | يوكوشي طومو نو كاي                | سنغافورة            | غير معروف                |                                                                     |
| غير معروف   | ماهيكاري سيهو نو كاي              | غير معروف           | غير معروف                | ربما قد تكون هي نفسها "منظمة يوكوشي طومو نو كاي" الموجودة بسنغافورة |
|             |                                   | على المستوى العالمي | أكثر من 200 ألف          |                                                                     |

## انتشار الماهيكاري
يقدر عدد أتباع الماهيكاري بجميع طوائفها في العالم حوالي 150 ألف إلى 1.1 مليون ويتركز تواجدهم بالأخص في اليابان وتوجد أقليات صغيرة لهم في عدد من البلدان.